# Conrad Hilton
Conrad Nicholson Hilton (født 25. december 1887 i San Antonio, New Mexico, død 3. januar 1979 i Santa Monica, Californien) var en amerikansk forretningsmand og grundlægger af den internationale hotelkæde Hilton. Hans far var født på gården Hilton på Kløfta i Norge og emigrerede til USA i 1870. Hans amerikanskfødte mor var af tysk oprindelse. Han voksede op med syv søskende Felice A. Hilton, Eva C. Hilton, Carl H. Hilton, Julian Hilton, Rosemary J. Hilton, August H. Hilton og Helen A. Hilton.
Hilton gik på New Mexico Military Institute, på St. Michael's College (nu College of Santa Fe), og på New Mexico School of Mines (now New Mexico Tech).
Han var gift tre gange. I årene 1942–1947 var han gift med skuespillerinden Zsa Zsa Gabor. Han er oldefar til Paris Hilton. 
Hans formue, inklusive Hilton-hotellerne, gik i pagt med hans testamente næsten i sin helhed til den katolske kirke og til veldædighed, og hans børn fik kun 225.000 dollars. 